# حزب بيرو القومي (إيجيورين)
حزب بيرو القومي (بالإسبانية: Partido Nacionalista del Perú) كان حزباً سياسياً في بيرو. تأسس في عام 1933 من قبل لويس أنطونيو إيجيورين.